# دائرة ملف ومكثف
دائرة الملف والمكثف في الإلكترونيات (بالإنجليزية: LC Circuit أو LC Tuner أو resonant circuit)‏ هي دائرة كهربية مكونة من مستحث ومكثف يعملان سويا كرنان حيث يتردد فيهما تيار كهربي عند تردد محدد للرنين.
وتستخدم دائرة المستحث والمكثف لإصدار الإشارات الكهرومغناطيسية عند تردد محدد، أو التقاط موجة كهرومغناطيسية لها تردد محدد من بين حزمة من الموجات . ولتلك الدوائر استخدام واسع كرنان وأيضًا كمرشح للإشارات، و كمولف إلكتروني، وكذلك لخلط الموجات كهرومغناطيسية. وتعتبر دائرة مثالية إذ توحي بأن مقاومتها تساوي صفرًا. إلا أن ذلك ليس واقعيا فكل دائرة كهربية تحتوي على مقاومة، ولذلك نستعرض هنا دائرة المقاومة والملف والمكثف الواقعية .

## طريقة العمل
تستطيع الدائرة الكهربية المكونة من من مستحث ومكثف تخزين الطاقة الكهربية بذبذبتها عند مايسمى تردد الرنين أو ذبذبة الرنين . ويعتمد تردد الرنين على قيم المستحث والمكثف المختارة . ويخزن المكثف الطاقة الكهربية في صورة مجال كهربائي بين لوحيه، وهذا المجال يعتمد على الجهد الكهربي المتصل به . ومن ناحية أخرى يخزن المستحث أيضا الطاقة المغناطيسية في صورة مجاله المغناطيسي، وهذا يعتمد على شدة التيار المار به . فإذا وصلنا مكثف مشحون كهربائيا مع مستحث، تبدأ شحنة المكثف في المرور خلال المستحث، مما يكون مجالا مغناطيسيا حوله، كما تقل بطبيعة الحال الشحنة على المكثف. وبعد مدة زمنية قصيرة تتفرغ شحنة المكثف . ولكن مرور التيار يستمر في المستحث بسبب أن المستحث يقاوم تغير التيار المار فيه . فيبدأ المكثف جمع شحنة جديدة على لوحتيه من التيار القادم إليه ولكن شحنته ستكون هذه المرة عكسية بمقارنتها بشحنته الأولى . ويكون الجهد عليه عكسيا أيضا . أي أن اللوح الذي كان في البداية موجبا يصبح سالبا واللوح الآخر بالعكس.
وعندما يُستهلك المجال المغناطيسي يتوقف مرور التيار ويصبح المكثف مشحونا تماما (وكما رأينا بقطبية عكسية ) . عنذئذ تبدأ الدورة من جديد بتفريغ شحنة المكثف في المستحث ولكن اتجاه التيار سيكون بالعكس .
وبهذا ستتأرجح الشحنة بين لوحي المكثف والمستحث مرات ومرات . وستتأرجح بالتالي الطاقة الكهربية بين المكثف والمستحث، حتي تعمل المقاومات الموجودة في الدائرة على تخميد تلك الأرجحة . وتعرف تلك الدورات بالهزاز التوافقي ، وههي تشابه من وجهة الرياضيات حركة البندول البسيط .
ويمكن أن تكون الذبذبة سريعة بحيث تتردد مئات آلاف المرات في الثانية، أي تقاس بالكيلوهرتز.